# Glade
Glade 界面設計工具是GTK+的視覺化使用者界面設計工具，同時也提供了GNOME的元件。在第三個版本裡，Glade已經與编程语言無關，並且不產生事件的相關代碼，但是，還是可以藉著XML檔案來作程式碼的繫結（像gtkada就是用在Ada程式語言上）。
Glade歷經三個版本，其中一版為GTK+ 1設計，其他兩個版本則為GTK+ 2設計。Glade是以GNU通用公共许可证所發行的自由软件。

## 歷史與開發
第一版的Glade 0.1，在1998年4月18日釋出。
Glade 3則是在2006年8月12日被釋出。根據Glade網站，對終端使用者來說，最大的不同有：
- 所有動作都可以復原與重作。
- 支援多個已開啟的專案。
- 不再產生代碼。
- 與Devhelp結合的語境求助系統。

更大的不同則是在內部。Glade-3完全改寫，以能夠更好地利用GTK+ 2與GObject系統 
(當Glade-2還沒移植到GTK+ 2時，Glade-3的開發就開始了)。然而Glade-3的代碼庫卻來得更小，並且允許許多新的東西，這些東西包含了：
- 可被安插的Widget型錄。意指其他的函式庫可以動態提供widget，而Glade將可以自動偵測到這些widget。

事實上，Glade 3只提供標準的GTK+ widgets；GNOME UI和DB widgets則需要安裝其他套件才會提供。
- 多數的Glade工具（配色盤、編輯器...等）都被實作為Widget。這可以更容易地被Anjuta或Scaffold等編輯器整合，

並且也能更容易地改變Glade UI。
在2022年，發布了3.40.0版本後，GNOME上的開發者宣佈Glade將不再進行任何活躍的開發或維護。

## GladeXML
GladeXML是Glade界面設計工具儲存文件時所使用的XML格式。這些文件之後可以與GtkBuilder物件結合，並使用GTK+ 來實體化。

## Mockups
Glade可以用來設計GUI程式模型或雛型。

## 產生程式碼骨架
程式碼骨架產生器是一種用來幫助使用者從GladeXML檔案產生原始程式碼的軟體應用程式。大部分產生器都是使用libglade和GladeXML檔案來產生GUI的程式碼。下面的表格比較了各個產生器套件的基本資訊：
| 名稱                                  | 作者                                   | 語言                                    | 許可證               |
| ------------------------------------- | -------------------------------------- | --------------------------------------- | -------------------- |
| eglade （页面存档备份，存于）         | Daniel Elphick                         | Eiffel                                  | Eiffel Forum License |
| Gladex （页面存档备份，存于）         | Christopher Pax and Charles Edward Pax | Perl, Python, Ruby                      | GPL v3               |
| glc （页面存档备份，存于）            | Bill Allen                             | Python                                  | LGPL                 |
| ruby-glade-create-template            | Masao Mutoh                            | Ruby                                    |                      |
| Tepache                               | Sandino Flores Moreno                  | Python                                  | LGPL                 |
| GTK+tobac2.2.0 （页面存档备份，存于） | Thomas Freiherr                        | FreeBASIC（includes GTK-2.18.6 header） | GPL v3               |
| Glade2FB                              | Arnel Borja                            | FreeBASIC                               | GPL v3               |